# Харків-2 (футбольний клуб)
Футбольний клуб «Харків-2» — український футбольний клуб з міста Харкова. Фарм-клуб ФК «Харків».

## Всі сезони в незалежній Україні
| Сезон   | Чемпіонат     | Чемпіонат | Чемпіонат | Чемпіонат | Чемпіонат | Чемпіонат | Чемпіонат | Чемпіонат | Кубок | Кубок | Кубок | Кубок | Кубок | Кубок | Кубок | Примітка |
| Сезон   | Ліга          | Місце     | І         | В         | Н         | П         | М         | О         | Етап  | І     | В     | Н     | П     | М     | О     | Примітка |
| ------- | ------------- | --------- | --------- | --------- | --------- | --------- | --------- | --------- | ----- | ----- | ----- | ----- | ----- | ----- | ----- | -------- |
| 2005/06 | Друга Група В | 13 з 13   | 24        | 0         | 3         | 21        | 12−60     | 3         | —     | —     | —     | —     | —     | —     | —     |          |
| Всього  | Друга         | 1 сезон   | 24        | 0         | 3         | 21        | 12−60     | 3         | —     | —     | —     | —     | —     | —     | —     |          |